# Coptops undulatus javanicus
Coptops undulatus javanicus es una subespecie de escarabajo longicornio del género Coptops, tribu Mesosini, subfamilia Lamiinae. Fue descrita científicamente por Breuning en 1967.

## Descripción
Mide 12-20 milímetros de longitud.

## Distribución
Se distribuye por Indonesia (Sumatra, Java).